# Nanothecium foreaui
Nanothecium foreaui är en bladmossart som beskrevs av Hugh Neville Dixon och Potier de la Varde 1930. Nanothecium foreaui ingår i släktet Nanothecium och familjen Entodontaceae. Inga underarter finns listade i Catalogue of Life.